# Выборы в Законодательное собрание Кировской области (2011)
Выборы в Законодательное собрание Кировской области V созыва были проведены в Единый день голосования 13 марта 2011 года. Всего распределено 53 мандата: 26 по одномандатным округам и 27 по единому списку кандидатов пропорционально числу отданных за партии голосов. Мандат от Слободского одномандатного округа остался свободным из-за отсутствия достаточного числа кандидатов. Довыборы по округу назначены на 4 декабря 2011 года.
Выборы проведены Избирательной комиссией Кировской области, окружными и участковыми избирательными комиссиями

## Одномандатные округа
Для проведения выборов сформированы 27 одномандатных избирательных округов с численностью избирателей от 35 до 49 тысяч человек. Среди кандидатов по одномандатным округам есть как выдвинутые партиями, так и самовыдвиженцы. Всего было зарегистрировано 167 кандидатов в депутаты ОЗС по одномандатным округам.

## Партийные списки
По партийным спискам выдвинуто 327 кандидатур. В выборах по партийным спискам принимают участие партии Единая Россия (84 кандидата), КПРФ (81 кандидат), ЛДПР (81 кандидат) и Справедливая Россия (81 кандидат). Партия Патриоты России (45 кандидатов) не прошла стадию регистрации списков кандидатов.

## Участники выборов
| №  | Название изб. окр.         | Состав | Избирателей | Кандидаты (одномандатные) | Территориальные группы кандидатов | Итог |
| -- | -------------------------- | --- | ----------- | --- | --- | --- |
| —  | Единый избирательный округ | Кировская область | 1 130 880   | — | Единая Россия: 1. Савиных В. П. 2. Галицких А. А. 3. Домнина А. О. КПРФ: 1. Мамаев С. П. 2. Русских Д. М. 3. Добрынина Т. Г. ЛДПР: 1. Сарсон С. Г. 2. Смирнов В. В. 3. Гукасов В. Н. Справедливая Россия: 1. Доронин С. А. 2. Мальцев А. Н. 3. Гудков Г. В.                     | Итоги по спискам: - ЕР: 10 мандатов - КПРФ: 6 мандатов - СР: 6 мандатов - ЛДПР: 5 мандатов Сергей Доронин (СР) и Дмитрий Русских (КПРФ) также избраны по одномандатным округам, поэтому их мандаты должны быть переданы в другие территориальные группы. Мандат Сергея Доронина передан в территориальную группу № 27 и достался Михаилу Курашину. Мандат Дмитрия Русских передан в территориальную группу № 7 и достался Денису Решетникову. В связи с отказом от принятия мандатов Оксаной Домниной, Владимиром Жириновским, Александром Мальцевым, Геннадием Гудковым их мандаты были переданы в другие территориальные группы. |
| 1  | Афанасьевский              | Афанасьевский и Верхнекамский районы КО | 37 121      | - Мальшакова В. А. (КПРФ) - Осипов Д. В. (Единая Россия) - Сергеева О. А. (Справедливая Россия) | Единая Россия: 1. Игошин И. Н. 2. Никитина Л. Н. 3. Рудик В. Н. КПРФ: 1. Дудин С. В. 2. Мальшакова В. А. 3. Фофанов Р. Ю. ЛДПР: 1. Агалаков А. Г. 2. Корякина Г. В. 3. Вахрушев А. В. Справедливая Россия: 1. Нефедов С. А. 2. Сергеева О. А. 3. Варанкин А. К.                 | Выборы по одномандатному округу выиграл Дмитрий Осипов из КПРФ (52,91 % голосов). По спискам от территориальной группы округа мандат получил Игорь Игошин от Единой России. |
| 2  | Подосиновский              | Подосиновский, Лузский и Опаринский районы КО | 40 453      | - Николаев В. А. (КПРФ) - Митюков В. В. (Единая Россия) - Заболотских В. А. (Справедливая Россия) - Ильинский С. А. (самовыдвижение) | Единая Россия: 1. Киселева С. Н. 2. Шемелов В. И. 3. Наволоцкий В. В. КПРФ: 1. Логиновский В. А. 2. Цыбин В. В. 3. Ивонинский Н. П. ЛДПР: 1. Воложинская Т. Л. 2. Ледикайтис О. Г. 3. Худяков А. А. Справедливая Россия: 1. Заболотских В. А. 2. Шкаредный В. А. 3. Ермак Н. Г. | Выборы по одномандатному округу выиграл Василий Митюков от Единой России (41,32 %). Мандат по спискам кандидаты от территориальных групп округа не получали. |
| 3  | Омутнинский                | Омутнинский район КО | 35 166      | - Урванцев Л. И. (КПРФ) - Волосков А. Д. (Единая Россия) - Кладов Р. В. (Справедливая Россия) - Блинов Д. Ю. (самовыдвижение) - Русинова И. Л. (самовыдвижение) | Единая Россия: 1. Мазепин Д. А. 2. Князев А. А. 3. Черемнова Л. В. КПРФ: 1. Запольских М. С. 2. Урванцев Л. И. 3. Рощупкин А. Н. ЛДПР: 1. Маркин Э. В. 2. Козьмин А. К. 3. Казарин А. В. Справедливая Россия: 1. Козлов С. В. 2. Кладов Р. В. 3. Ребякова Е. В.                 | Подведены итоги по спискам |
| 4  | Белохолуницкий             | Белохолуницкий, Зуевский и Нагорский районы КО | 48 567      | - Наговицына Л. В. (КПРФ) - Ягдаров В. Н. (Единая Россия) - Дударев В. М. (Справедливая Россия) - Крёз В. Н. (самовыдвижение) - Тебеньков А. Г. (самовыдвижение) | Единая Россия: 1. Валенчук О. Д. 2. Ивонин А. М. 3. Сюзев В. А. КПРФ: 1. Белов М. А. 2. Метелев М. А. 3. Минчаков Б. А. ЛДПР: 1. Бессмертнов А. А. 2. Манолов Б. Г. Справедливая Россия: 1. Мизулина Е. Б. 2. Дударев В. М. 3. Крупина А. В.                                    | Подведены итоги по спискам |
| 5  | Богородский                | Богородский, Кумёнский, Унинский и Фалёнский районы КО | 39 787      | - Сергеенков В. Н. (КПРФ) - Шулаев В. Л. (Единая Россия) - Шустов А. Г. (ЛДПР) - Конюхов Д. М. (Справедливая Россия) - Баташев Р. В. (самовыдвижение) - Малых И. В. (самовыдвижение) | Единая Россия: 1. Казаковцев О. А. 2. Рылов С. В. 3. Лугинин Ф. В. КПРФ: 1. Полянцев П. М. 2. Лысков В. Е. 3. Казаковцев А. В. ЛДПР: 1. Питкевич М. Ю. 2. Степанов А. В. 3. Патрушев Р. В. Справедливая Россия: 1. Конюхов Д. М. 2. Мокрецов В. А.                              | Подведены итоги по спискам |
| 6  | Юрьянский                  | Юрьянский и Мурашинский районы КО, ЗАТО Первомайский, Озерницкое, Сухоборское, Шестаковское, Денисовское, Октябрьское сельские поселения Слободского района КО            | 37 751      | - Урванцев И. В. (КПРФ) - Кислицын П. М. (Единая Россия) - Дымов Н. А. (ЛДПР) - Метелев В. В. (Справедливая Россия) - Деветьяров Р. Р. (самовыдвижение) - Метелев А. В. (самовыдвижение) - Папырин В. Б. (самовыдвижение) - Тюлькин С. В. (самовыдвижение) - Урванцев И. В. (самовыдвижение) - Черных Р. В. (самовыдвижение)                                                | Единая Россия: 1. Березин О. Ю. 2. Орлов С. В. 3. Чернышев З. Ф. КПРФ: 1. Смышляев В. Ф. 2. Акусба Ю. В. ЛДПР: 1. Харюшин А. Г. 2. Дымов Н. А. 3. Шалагинов А. В. Справедливая Россия: 1. Лекарева В. А. 2. Момцемлидзе С. Р. 3. Метелев В. В. 4. Слаутин Н. В.                 | Подведены итоги по спискам |
| 7  | Слободской                 | Город Слободской и Слободской район КО | 49 780      | - Лалетин С. И. (КПРФ) - Ерохин Д. В. (Единая Россия) - Чашников Л. И. (Справедливая Россия) - Гусельников Г. А. (самовыдвижение) - Карабанов В. П. (самовыдвижение) - Колодкин С. В. (самовыдвижение) - Олюшин Д. Г. (самовыдвижение) - Парамонов В. В. (самовыдвижение) - Пихтин Д. Н. (самовыдвижение) - Филиппов К. Ю. (самовыдвижение) - Чирков В. Н. (самовыдвижение) | Единая Россия: 1. Данелян С. Э. 2. Баранова З. А. 3. Елькин А. В. КПРФ: 1. Решетников Д. Ю. 2. Лалетин С. И. 3. Олин И. В. ЛДПР: 1. Дубравин Н. Г. 2. Шабалин Ю. А. 3. Балан Т. А. Справедливая Россия: 1. Чашников Л. И. 2. Грудев Л. Д. 3. Головизнина А. А.                  | Выборы по одномандатному округу не состоялись, довыборы будут произведены в октябре 2011 года. Мандат по спискам получил представитель КПРФ Денис Решетников, ему был передан мандат Дмитрия Русских по единому избирательному округу. |
| 8  | Орловский                  | Орловский, Шабалинский, Свечинский, Даровской районы КО | 39 968      | - Добровольский С. А. (КПРФ) - Киселев Н. П. (Единая Россия) - Поляков Р. А. (Справедливая Россия) - Семенов И. А. (самовыдвижение) | Единая Россия: 1. Куршаков С. Ю. 2. Репин В. Л. 3. Бусыгин Н. Д. КПРФ: 1. Русакова Л. А. 2. Добровольский С. А. 3. Юсовских Н. П. ЛДПР: 1. Кирилловых А. В. 2. Попов М. П. Справедливая Россия: 1. Белов Д. В. 2. Поляков Р. А. 3. Шутова В. А.                                 | Подведены итоги по спискам |
| 9  | Котельничский              | Город Котельнич и Котельничский район КО | 36 969      | - Дубовцев М. Е. (самовыдвижение) - Сметанин Н. А. (КПРФ) - Гущин С. С. (Единая Россия) - Пасынкова С. В. (Справедливая Россия) - Скачков О. В. (самовыдвижение) | Единая Россия: 1. Шуплецов Л. Н. 2. Данилович Л. М. 3. Савков В. Н. КПРФ: 1. Сергеенков В. Н. 2. Сметанин Н. А. 3. Баранова Н. В. ЛДПР: 1. Скрипка А. Г. 2. Каргапольцев Л. А. 3. Гребенкин Э. В. Справедливая Россия: 1. Пасынкова С. В. 2. Спивак Е. А. 3. Рожин С. Л.        | Подведены итоги по спискам |
| 10 | Оричевский                 | Оричевский, Арбажский, Верхошижемский районы КО | 39 527      | - Загайнов А. С. (самовыдвижение) - Ожегин Б. А. (КПРФ) - Крепостнов В. В. (Единая Россия) - Рязанов А. А. (ЛДПР) - Соколова Т. Ю. (Справедливая Россия) - Лялина Н. Г. (самовыдвижение) - Малков А. В. (самовыдвижение) | Единая Россия: 1. Гозман К. М. 2. Чекан И. И. 3. Кадесников Д. В. КПРФ: 1. Важенин В. П. 2. Трегубов В. В. ЛДПР: 1. Тепляков Е. Н. 2. Мерзликин В. В. 3. Чекалкин А. И. Справедливая Россия: 1. Москалькова Т. Н. 2. Соколова Т. Ю. 3. Савиных Д. Л.                            | Подведены итоги по спискам |
| 11 | Нолинский                  | Нолинский, Лебяжский, Немский, Сунский районы КО | 39 721      | - Туйнас О. С. (КПРФ) - Лихачев М. В. (Единая Россия) - Каргапольцев Л.А, (ЛДПР) - Носков А. Г. (Справедливая Россия) - Секретарев Д. С. (самовыдвижение) | Единая Россия: 1. Исупов Ю. Г. 2. Терехин А. В. 3. Зыкина В. А. КПРФ: 1. Мошкин В. Ф. 2. Коробова Н. Н. 3. Скопкарев А. Е. ЛДПР: 1. Сарсон С. Г. 2. Шилова С. В. 3. Фетищев А. И. Справедливая Россия: 1. Иванов Ю. А. 2. Носков А. Г. 3. Долгих И. Г.                          | Подведены итоги по спискам |
| 12 | Яранский                   | Яранский, Кикнурский, Санчурский районы КО | 44 067      | - Домрачев В. А. (КПРФ) - Макин И. О. (Единая Россия) - Клюжева Л.А, (ЛДПР) - Полушин С. С. (Справедливая Россия) - Скоков А. В. (самовыдвижение) - Филимонов А. Н. (самовыдвижение) | Единая Россия: 1. Пасынков Н. В. 2. Попов А. Г. 3. Сметанин Е. В. КПРФ: 1. Зузенкова И. В. 2. Кудрявцев А. Г. 3. Костерин М. А. ЛДПР: 1. Черкасов К. И. 2. Червяков В.А 3. Секретарев Н. В. Справедливая Россия: 1. Полушин С. С. 2. Наумов Н. А. 3. Прокудин А. П.             | Подведены итоги по спискам |
| 13 | Советский                  | Советский, Пижанский, Тужинский районы КО | 38 347      | - Зубарев А.В, (самовыдвижение) - Горинов А. Ю. (КПРФ) - Маликов А. А. (Единая Россия) - Шулепов Н.А, (ЛДПР) - Солодилов Л.С, (Справедливая Россия) - Бусыгин А. В. (самовыдвижение) - Отмахов И.А, (самовыдвижение) - Солодилов Л. С. (самовыдвижение) | Единая Россия: 1. Малков Н. А. 2. Зыков П. В. 3. Ефремов Д. Н. КПРФ: 1. Шумилова Т. Е. 2. Горинов А. Ю. 3. Ларинин А.Ю ЛДПР: 1. Суслопаров А. Ю. 2. Шулепов Н. А. 3. Кашин Н. Ф. Справедливая Россия: 1. Солодилов Л. С. 2. Вязникова В. А. 3. Суслов А. И. 4. Солодилова Ю. Л. | Подведены итоги по спискам |
| 14 | Уржумский                  | Уржумский и Кильмезский районы КО | 34 897      | - Стяжкин А. В. (КПРФ) - Березин О. Ю. (Единая Россия) - Данилов С. В. (ЛДПР) - Коваль Н. Н. (Справедливая Россия) - Березин А. М. (самовыдвижение) - Березин С. В. (самовыдвижение) - Березин С. Н. (самовыдвижение) - Варенцов А. Н. (самовыдвижение) - Шушпанова С. В. (самовыдвижение)                                                                                  | Единая Россия: 1. Даровских В. И. 2. Кощеева И. Н. 3. Терешков Ю. И. КПРФ: 1. Галиев Р. Р. 2. Стяжкин А. В. 3. Голышев В. Г. ЛДПР: 1. Терешков Ю. И. 2. Казанцев Н. Е. 3. Строкин К. В. Справедливая Россия: 1. Коваль Н. Н. 2. Шумилов Г. Е. 3. Гильмутдинов А. Ф.             | Подведены итоги по спискам |
| 15 | Вятскополянский            | Город Вятские Поляны и Вятскополянский район КО (кроме Гремячинского, Омгинского, Усть-Люгинского сельских поселений и Краснополянского, Сосновского городских поселений) | 39 578      | - Журавлев С. Н. (самовыдвижение) - Бушуев И. В. (КПРФ) - Крупчатников А.В, (Единая Россия) - Хузина З. А. (ЛДПР) - Пирогов Н. М. (Справедливая Россия) - Бруснигин Г. Ф. (самовыдвижение) | Единая Россия: 1. Ворожцов В. И. 2. Солодянкин П. Н. 3. Асапов М. П. КПРФ: 1. Бушуев И. В. 2. Чернышев Н. М. ЛДПР: 1. Ошурков К. Б. 2. Зиновьев Д. А. Справедливая Россия: 1. Пирогов Н. М. 2. Корольков А. Н. 3. Глушков А. Г.                                                 | Подведены итоги по спискам |
| 16 | Малмыжский                 | Малмыжский район КО, Гремячинское, Омгинское, Усть-Люгинское сельские поселения и Краснополянское, Сосновское городские поселения Вятскополянского района КО              | 41 986      | - Каримуллина А. И. (КПРФ) - Бурханов И. Ф. (Единая Россия) - Власов В. П. (ЛДПР) - Кошкин Н. В. (самовыдвижение) | Единая Россия: 1. Крепостнов В. В. 2. Липатников В. Б. 3. Занчурин А. С. КПРФ: 1. Каримуллина А. И. 2. Кузьмин Б. Г. 3. Самсонов Ю. И. ЛДПР: 1. Власов В. П. 2. Альтапов Ф. 3. Хузина З. А. Справедливая Россия: 1. Фарисов Ф. Ф. 2. Макаров А. А. 3. Батухтина И. В.           | Подведены итоги по спискам |
| 17 | Кирово-Чепецкий (1)        | Часть города Кирово-Чепецка | 42 346      | - Крешетов В.В, (КПРФ) - Медведков В. И. (Единая Россия) - Конышев М. В. (Справедливая Россия) | Единая Россия: 1. Ходырев А. П. 2. Анисимов А. Н. 3. Конышев К. Л. КПРФ: 1. Марамзин С. П. 2. Бабина И. А. 3. Морозов Е. В. ЛДПР: 1. Фургал С. И. 2. Цепелев В. А. 3. Павлова Л. А. Справедливая Россия: 1. Перминова Е. А. 2. Косарев М. Ю. 3. Конышев М. В.                   | Подведены итоги по спискам |
| 18 | Кирово-Чепецкий (2)        | Часть города Кирово-Чепецка и Кирово-Чепецкий район КО | 43 580      | - Перевощиков В. А. (КПРФ) - Захарченко А. В. (Единая Россия) - Мошуренко К. Б. (Справедливая Россия) - Белова С. А. (самовыдвижение) - Киселев С. И. (самовыдвижение) | Единая Россия: 1. Плетенёв Н. В. 2. Лапина О. В. 3. Ступин К. В. КПРФ: 1. Крешетов В.В, 2. Перевощиков В. А. 3. Байдин В. В. ЛДПР: 1. Цепелева С. В. 2. Доронин А. А. 3. Созонтов Д. А. Справедливая Россия: 1. Драпеко Е. Г. 2. Мошуренко К. Б. 3. Кунгурцев Г. И.             | Подведены итоги по спискам |
| 19 | Кировский (1)              | Нововятский район Кирова, часть Ленинского района Кирова | 45 070      | - Сандалов Л. В. (КПРФ) - Лузянин С. Е. (Единая Россия) - Шаркова Е. В. (ЛДПР) - Слонимский В. В. (Справедливая Россия) - Сапожников А. С. (самовыдвижение) - Скрябин Е. В. (самовыдвижение) | Единая Россия: 1. Хазин А. Л. 2. Береснев С. А. 3. Козловский С. И. КПРФ: 1. Якимов Г. П. 2. Авдеев А. Л. 3. Половникова Н. А. ЛДПР: 1. Ошурков В. Б. 2. Шаркова Е. В. 3. Курагин И. Н. Справедливая Россия: 1. Слонимский В. В. 2. Лотоцкий А. Л. 3. Дорофеева М. М.           | Подведены итоги по спискам |
| 20 | Кировский (2)              | Часть Первомайского района Кирова | 44 733      | - Калашникова В. А. (КПРФ) - Бусыгин Н. Г. (Единая Россия) - Багаев С. Д. (ЛДПР) - Каргапольцев В. А. (Справедливая Россия) - Абрамов М. С. (самовыдвижение) - Киселев А. А. (самовыдвижение) - Маракулин А. Г. (самовыдвижение) - Морозов А. Н. (самовыдвижение) - Романюк И. М. (самовыдвижение) - Шумилова А. Ф. (самовыдвижение) - Юферева Е. В. (самовыдвижение)       | Единая Россия: 1. Розуван А. М. 2. Хоменок Е. Л. 3. Толстобров О. В. КПРФ: 1. Туруло В. Н. 2. Плюснин К. В. 3. Калашникова В. А. ЛДПР: 1. Пысин И. В. 2. Чашников И. Б. 3. Багаев С. Д. Справедливая Россия: 1. Каргапольцев В. А. 2. Истратов С. М. 3. Заболотских В. А.       | Подведены итоги по спискам |
| 21 | Кировский (3)              | Часть Ленинского района Кирова | 44 514      | - Русских Дмитрий Михайлович (КПРФ) - Вершинин А. А. (Единая Россия) - Касьянов С. С. (ЛДПР) - Мосунов Б. В. (Справедливая Россия) - Карачев К. В. (самовыдвижение) - Ситников А. С. (самовыдвижение) - Солодянкин А. Ю. (самовыдвижение) - Черанев А. И. (самовыдвижение)                                                                                                  | Единая Россия: 1. Булдаков А. В. 2. Агалаков В. И. 3. Косулин А. И. КПРФ: 1. Редькин С. А. 2. Рычкова Т. И. 3. Скопин Д. Н. ЛДПР: 1. Замиховский А. М. 2. Хорошавин В. В. 3. Касьянов С. С. Справедливая Россия: 1. Мосунов Б. В. 2. Гунько В. А.                               | Подведены итоги по спискам |
| 22 | Кировский (4)              | Часть Ленинского района Кирова | 44 196      | - Туруло В. Н. (КПРФ) - Сураев В. К. (Единая Россия) - Мальгинов В. А. (ЛДПР) - Бабошин Г. П. (Справедливая Россия) - Игнатович Д. С. (самовыдвижение) - Радищевский О. А. (самовыдвижение) | Единая Россия: 1. Платунова Т. В. 2. Соболева О. В. 3. Кузьмин О. М. КПРФ: 1. Ежов Ю. А. 2. Джамалутдинов Б. А. 3. Яблоков В. В. ЛДПР: 1. Горькова И. П. 2. Ральников Ю. В. 3. Касаткин И. Н. Справедливая Россия: 1. Бабошин Г. П. 2. Земцова М. В.                            | Выборы по одномандатному округу выиграл член РКРП-РПК Валерий Туруло, который баллотировался по спискам КПРФ. Мандат по спискам получил член КПРФ Юрий Ежов. Так как Ежов отказался от мандата, он перешёл следующему в списке — Багаме Джамалутдинову. |
| 23 | Кировский (5)              | Часть Ленинского района Кирова | 44 725      | - Вотинцев А. В. (КПРФ) - Савиных В. В. (Единая Россия) - Соломенников О. В. (ЛДПР) - Доронин С. А. (Справедливая Россия) - Саввиди А. А. (самовыдвижение) | Единая Россия: 1. Соломенников М. Г. 2. Ананьев А. А. 3. Костин В. А. КПРФ: 1. Масленникова С. Н. 2. Вотинцев А. В. 3. Веснин Р. Л. ЛДПР: 1. Семенов В. В. 2. Шустов А. Г. 3. Новиков А. А. Справедливая Россия: 1. Ожегов С. А. 2. Рякин В. Г. 3. Сентебова А. А.              | Подведены итоги по спискам |
| 24 | Кировский (6)              | Части Первомайского и Ленинского районов Кирова | 45 781      | - Березин М. Л. (КПРФ) - Бакин В. Г. (Единая Россия) - Дорофеев П. О. (Справедливая Россия) - Климова Е. Н. (самовыдвижение) - Кудряшов А. В. (самовыдвижение) - Онучин П. Г. (самовыдвижение) - Целищев Н. Е. (самовыдвижение) | Единая Россия: 1. Камышев А. В. 2. Строй И. П. 3. Гусев Ю. М. КПРФ: 1. Соковнина Н.В, 2. Кудряшов А.В, 3. Халикова И. Р. ЛДПР: 1. Гукасова Н. Н. 2. Солодянкин Д. С. 3. Березин П. Г. Справедливая Россия: 1. Беляков А. В. 2. Дорофеев П. О. 3. Мамедов Р. Н.                  | Подведены итоги по спискам |
| 25 | Кировский (7)              | Часть Октябрьского района Кирова | 44 425      | - Женихов В. Н. (КПРФ) - Гончаров Г. А. (Единая Россия) - Ронжин А. Н. (Справедливая Россия) - Абашев А. М. (самовыдвижение) - Долгих А. В. (самовыдвижение) - Скутин А. И. (самовыдвижение) - Сурнин И. А. (самовыдвижение) | Единая Россия: 1. Лопаткин А. М. 2. Конышев А. В. 3. Коротаев Р. Е. КПРФ: 1. Скворцов М. Т. 2. Женихов В. Н. 3. Суевалов В. С. ЛДПР: 1. Рязанов А. А. 2. Каргапольцев А. Л. 3. Шкляев М. М. Справедливая Россия: 1. Ронжин А. Н. 2. Лутошкин Е. П.                              | Подведены итоги по спискам |
| 26 | Кировский (8)              | Части Октябрьского и Первомайского районов Кирова | 42 827      | - Бен В. Ю. (самовыдвижение) - Ердяков С. Л. (самовыдвижение) - Созонтова М. С. (КПРФ) - Мамаев Г. А. (Единая Россия) - Кощеева С. Е. (ЛДПР) - Распутин П. Г. (Справедливая Россия) | Единая Россия: 1. Голофаев С. В. 2. Владыкин В. Н. 3. Коновалова Е. П. КПРФ: 1. Осетров В. И. 2. Созонтова М. С. 3. Бояринцев А. А. ЛДПР: 1. Рябов Р. П. 2. Агалаков К. А. 3. Евдокимова Т. А. Справедливая Россия: 1. Михалицын В. Г. 2. Распутин П. Г.                        | Подведены итоги по спискам |
| 27 | Кировский (9)              | Часть Октябрьского района Кирова | 45 442      | - Хоробрых В. В. (КПРФ) - Яговкин В. В. (Единая Россия) - Коковихин В. А. (ЛДПР) - Курашин М. В. (Справедливая Россия) - Ямбарышев А. Н. (самовыдвижение) | Единая Россия: 1. Баранов Н. Н. 2. Евдокимов В. И. 3. Гуртов П. В. КПРФ: 1. Туйнас О. С. 2. Зимин Б. Ф. 3. Бомбулевич С. В. ЛДПР: 1. Журко В. В. 2. Курочкин Д. С. 3. Абрамовский Д. Н. Справедливая Россия: 1. Курашин М.В, 2. Терехов А. Л. 3. Кузьмин А. А.                  | Подведены итоги по спискам |

## Инциденты
Кандидат по 7 одномандатному округу (Слободскому) Сергей Иванович Лалетин в знак протеста против административного давления на кандидатов от оппозиции отказался от участия в выборах и написал открытое письмо остальным кандидатам с предложением последовать его примеру. В результате по 7 одномандатному округу остался зарегистрирован только кандидат от Единой России. Поскольку выборы не могут проводиться на безальтернативной основе, довыборы депутата от 7 одномандатного избирательного округа будут произведены позднее — 4 декабря 2011 года.

## Итоги выборов
Несмотря на то, что по результатам выборов по единому областному избирательному округу Единая Россия улучшила свои результаты по сравнению с выборами 2006 года, по одномандатным округам партия набрала меньшее количество депутатских мандатов (27 против 36).
Отмечается рост поддержки среди избирателей у партий КПРФ и Справедливая Россия как по единому областному округу, так и по одномандатным округам. Не изменилось представительство в Законодательном Собрании от партии ЛДПР.
Губернатор Кировской области Н. Ю. Белых, а также представители всех партий, участвовавших в избирательной кампании, охарактеризовали прошедшие выборы как объективные и честные.